# Freedom House
Freedom House (по-русски Фридом Хаус, сокращённо FH, — буквально «дом свободы») — неправительственная организация со штаб-квартирой в Вашингтоне (США). Её бюджет на 66—80 % посредством грантов финансируется правительством США.
Основана в 1941 г. Элеонорой Рузвельт, Уэнделлом Уилки и другими американцами Известна исследованиями состояния политических и гражданских свобод (с 1978 года). По утверждению организации свои рейтинги она формирует на основе опроса экспертов в соответствии с опубликованной методологией. Объектами исследований Freedom House являются мониторинг демократических изменений в мире, поддержка демократии и защита демократии и прав человека в мире.
Финансируется на пожертвования правительств, организаций и частных лиц. В наблюдательный совет Freedom House входят известные лидеры делового мира и профсоюзного движения, известные журналисты и учёные, а также бывшие дипломаты и государственные деятели (см. ниже).
Временным президентом Freedom House является Николь Биббинс Седака (англ. Nicole Bibbins Sedaca). До 2009 года возглавлялась Питером Акерманом, до 2005 года — бывшим директором ЦРУ Джеймсом Вулси.

## История
Как признаёт сама организация, Freedom House решительно поддержал послевоенный Североатлантический союз и такие ключевые политики и институты, как план Маршалла и НАТО.
Freedom House выступала в поддержку советских диссидентов.

## Управление
Временным президентом Freedom House является Николь Биббинс Седака (англ. Nicole Bibbins Sedaca). Сопредседателями совета попечителей организации являются:
- Джейн Харман (англ. Jane Harman) — бывшая член Палаты представителей США[12],
- Венделл Л. Уилки II — адъюнкт-профессор права Нью-Йоркского университета[13].

Вице-председатели совета попечителей:
- Голи Амери (англ. Goli Ameri) — соучредитель и Chief Executive Officer StartItUp. Бывшая помощница государственного секретаря США по вопросам образования и культуры (англ. Assistant Secretary of State for Educational and Cultural Affairs)[14].

- Питер Басс — управляющий член общества с ограниченной ответственностью Kingswood Holding, международной инвестиционной и консультационной фирмы[15].

## Доклады «Свобода в мире»

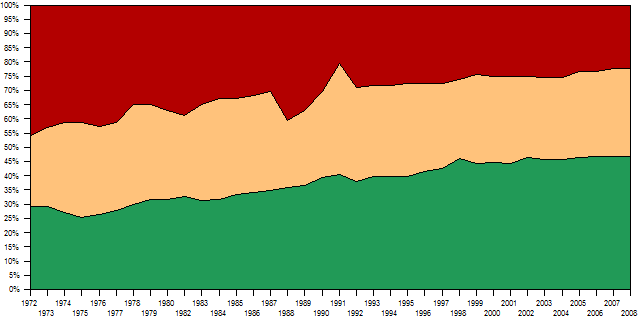
Несвободные (красный), частично свободные (жёлтый), свободные страны (зелёный) с 1972 по 2008 годы

С 1978 года FH выпускает ежегодные доклады «Свобода в мире», в которых анализируется состояние дел с политическими правами и гражданскими свободами в различных государствах и присваиваются соответствующие рейтинги, по которым страны делятся на «свободные», «частично свободные», «несвободные». Доклады готовят штатные аналитики FH в Нью-Йорке при поддержке научных советников (специалистов в области политологии и прав человека из университетов, неправительственных аналитических центров). При подготовке докладов используются сообщения местных и международных СМИ, данные правозащитных групп и личные наблюдения экспертов.
Freedom House оценивает поведение властей государств всего мира по двум критериям:
- политические права, возможность свободного участия в выборе лидеров и в формировании важных для общества решений;
- гражданские свободы (свобода развивать мнения, институты и личную автономию от государства, на практике означающая независимость СМИ и надёжную защиту прав меньшинств).

Каждое из этих измерений оценивается по шкале от 1 (максимум) до 7 (минимум).

### 2004
С 1989 года FH ежегодно объявляла СССР, а затем Россию «частично свободной».
В 2004 году Россия была впервые с 1989 года отнесена в категорию «несвободных» (всего 49 стран). «Частично свободными» были 54, а «полностью свободными» — 89. В 2004 году из стран СНГ в категорию «несвободных» вошли Азербайджан, Белоруссия, Казахстан, Кыргызстан, Таджикистан, Туркменистан, а Украина и Грузия отнесены к «частично свободным».
FH указывает на постепенный дрейф России в сторону авторитарного правления, что выражается в усилении государственного контроля над телевидением, а также в растущем влиянии на радио и печатные СМИ, в манипулировании политическими партиями и усиливающемся сокращении полномочий местных властей, а также в отсутствии действительно свободных и честных выборов Госдумы и президента.

### 2005

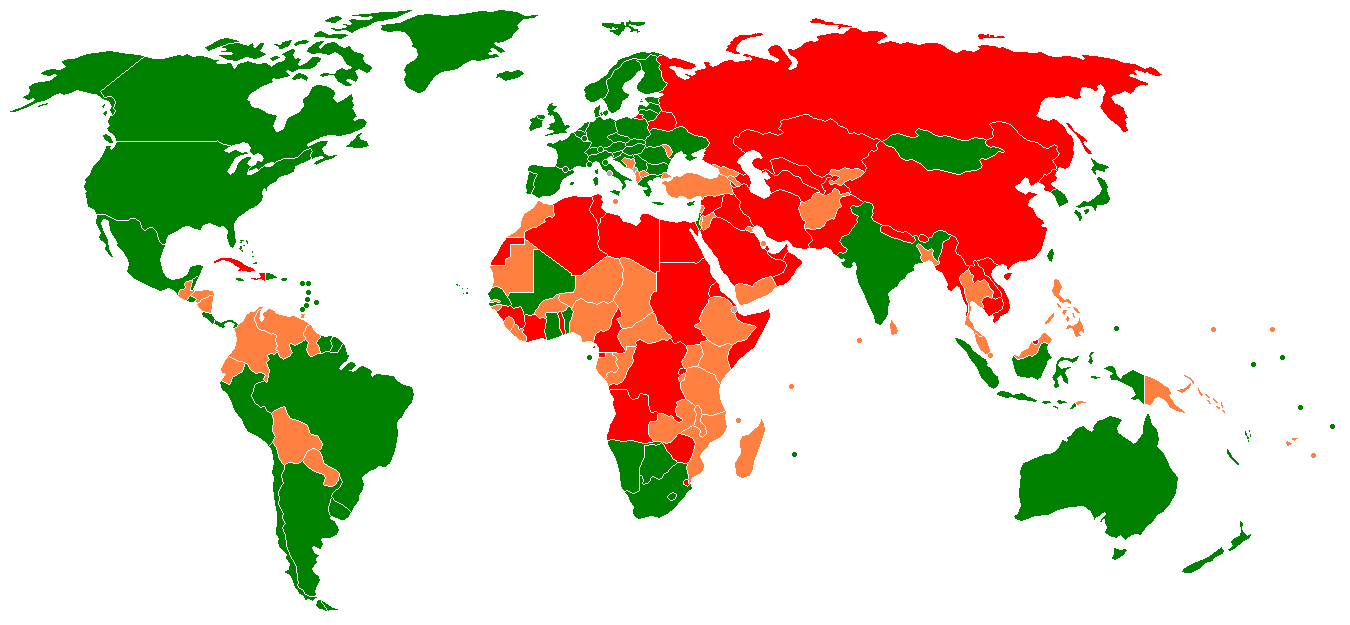
На этой карте отображены результаты исследований Freedom House за 2005 год.
Цвет: Зелёный: Свободная; Жёлтый: Частично свободная; Красный: Несвободная

В 2005 году Россия в этом рейтинге спустилась ещё ниже — с 5 до 6 баллов по семибалльной «шкале свободы». В качестве основания для такой оценки Freedom House утверждало о фактическом уничтожении влиятельных оппозиционных политических партий и дальнейшую централизацию исполнительной власти.
В докладе утверждалось, что усилия российских властей по вытеснению оппозиции на обочину политической жизни, усилению контроля над СМИ и подрыву независимости судебной системы стали ещё более откровенными. Свидетельством усиления антидемократических тенденций, проявившихся ещё в 2004 году, называется, в частности, законопроект о некоммерческих организациях, представленный на обсуждение Госдумы в конце года. По мнению авторов документа, президент России В. В. Путин предпринял шаги, направленные на «подрыв демократических реформ» на Украине, в Грузии и странах Балтии, и в то же время оказал поддержку «репрессивным режимам» Белоруссии и Узбекистана.
Freedom House подвергла критике и такие страны, как США и Франция, выражая озабоченность последними тенденциями в этих двух странах. В США это связано с «распространённым использованием изощрённых форм фальсификации» при проведении выборов и связанным с этим нарушением принципа свободной состязательности. Критика в адрес Франции основывается на том, что, как показали события 2005 года, её демократические институты показали неспособность решить задачу интеграции во французское общество иммигрантов неевропейского происхождения.
Украина, согласно докладу, перешла из группы «частично свободных» в категорию «полностью свободных». Кыргызстан из «несвободного» стал «частично свободным».

### 2006
В докладе Freedom House о состоянии демократии, гражданских свобод и свободы слова в России в первом полугодии 2006 года (опубликован 14 июня 2006), указывается, что в России ухудшилась ситуация по следующим параметрам: легитимность избирательного процесса (оценка 6,25 по шкале от 1 до 7), демократическое управление на федеральном уровне (6), положение гражданского общества (5) и уровень коррупции (6).
В отношении свободы прессы РФ считается несвободной уже с 2002 года, когда с помощью «Газпром-медиа» государству удалось вернуть под свой контроль ряд телеканалов и печатных изданий. По мнению представителей FH, эти проблемы ещё более обострятся к 2008 году.
В докладе отмечается также «концентрация власти в руках исполнительных органов», «продолжающееся наступление со стороны государства на все сферы политической жизни России, демонстрирующее, что страна все дальше отходит от принципов демократии… Кремль продолжил политику дистанцирования России от западных демократий посредством ужесточения контроля за СМИ, запугивания и без того слабой оппозиции и попыток усиления контроля за НКО».
Эксперты FH заявили, что Россия не соответствует стандартам стран-участниц «большой восьмёрки».

### 2007

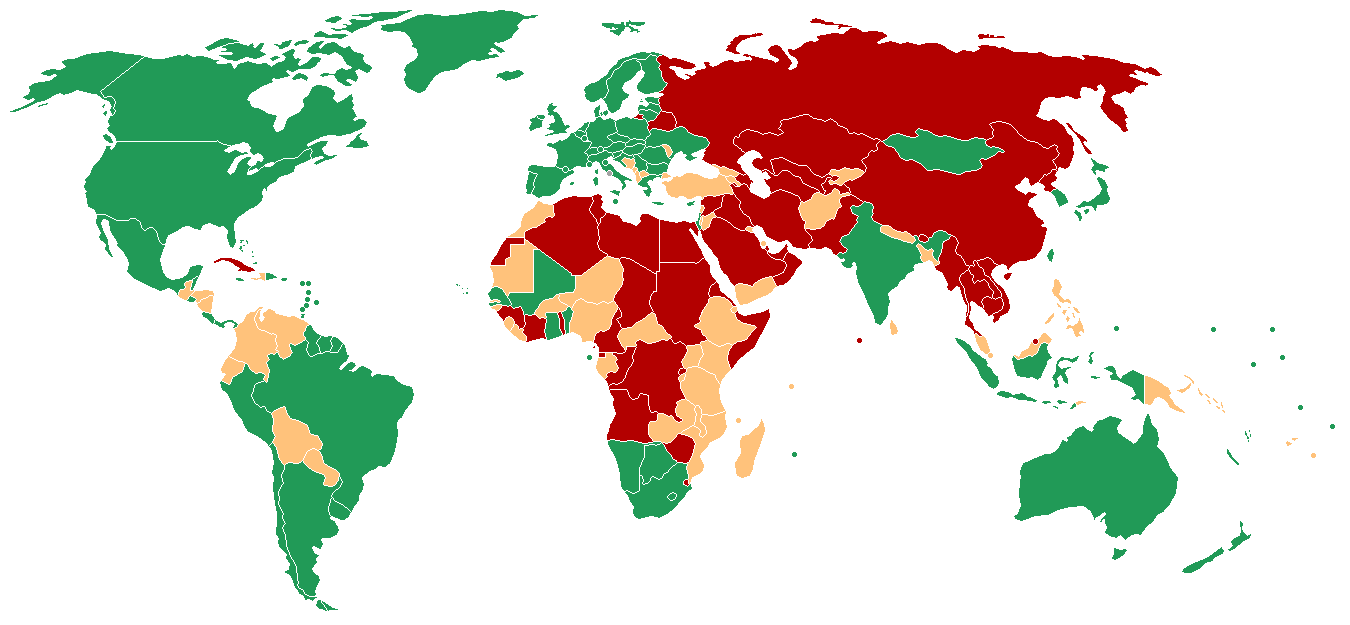

В целом, СМИ 74 государств мира (38 %) признаны свободными, 58 (30 %) — частично свободными, а остальные 63 (32 %) — несвободными. Лишь 18 процентов населения Земли живёт в странах со свободной прессой. В пятёрку стран, где положение прессы оценивается как самое плохое, вошли Бирма, Куба, Ливия, Северная Корея и Туркменистан. На первых местах в рейтинге — Финляндия, Исландия, Бельгия, Дания и Норвегия.
В общем рейтинге свободы СМИ Россия заняла 165 место из возможных 195. Ухудшение показателей, в частности, объясняется законодательными ограничениями работы СМИ и отсутствием надлежащего расследования преступлений против журналистов, поясняется в докладе.

### 2008

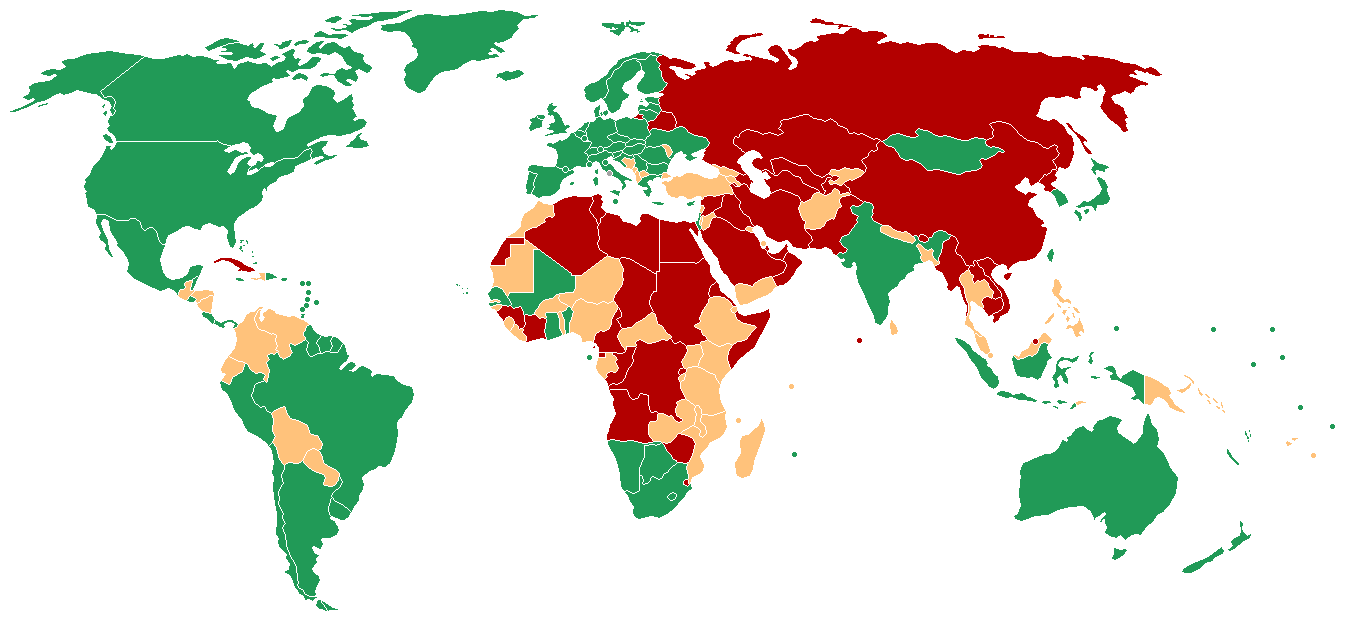

В докладе, обнародованном 29 апреля в Вашингтоне, «свободными» признаны 72 страны, «частично свободными» — 59, «несвободными» — 64.
Эксперты организации утверждают, что в 2007 году пресса стала ещё менее свободной, причём этот процесс наблюдается уже шестой год подряд. Главный редактор отчёта Карин Карлекар отмечала: «Сегодня мы видим, что пресса значительной части стран бывшего СССР из категории частично свободной перешла в категорию несвободной. То же касается многих стран Азии и Африки. Тенденция небольших подвижек сменилась тенденцией давления на прессу. И это — один из ключевых наших выводов в текущем году».

### 2009

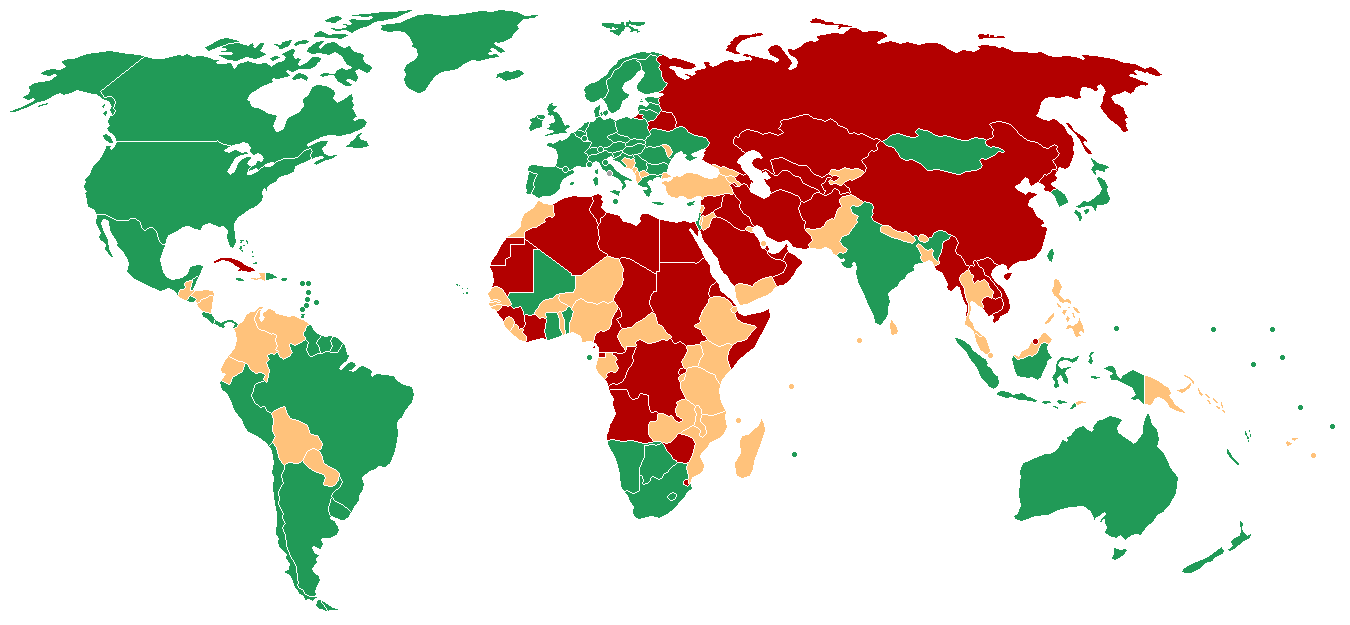

Во многих странах, в том числе в России и других бывших советских республиках, организация отметила заметное ухудшение ситуации.
Самое резкое снижение рейтинга гражданских свобод в докладе Freedom House отмечено в Афганистане — он понижен с «частично свободной» до «несвободной» страны. Главными причинами этого в документе называются отсутствие личной безопасности граждан, рост коррупции, неэффективность институтов власти. С другой стороны, рейтинг Пакистана, наоборот, повышен с «несвободной» до «частично свободной страны»., в Пакистане завершился период военного правления, были проведены выборы парламента и президента.
Значительное место в докладе Freedom House уделяется «постсоветскому пространству». Главные авторы доклада Арч Паддингтон и Кристофер Уолкер в интервью Радио Свобода говорят о том, что именно в республиках бывшего СССР (за исключением стран Балтии) уровень гражданских свобод с начала XXI века неуклонно снижается.
Число выборных демократий в мире за последний год, согласно выводам Freedom House сократилось на две страны, достигнув отметки в 119 стран. Из списка выборных демократий были исключены Мавритания, Грузия, Венесуэла и Центрально-Африканская Республика.
МИД России назвал доклад «откровенным двойным стандартом и подтасовкой фактов».

### 2010 год
По мнению авторов доклада, состояние гражданских прав и свобод в России ухудшилось. Это связывается с очередным приговором Михаилу Ходорковскому, и в докладе особо отмечено заявление премьер-министра Владимира Путина накануне приговора. По мнению авторов, в России безнаказанно преследуют людей по политическим мотивам, а взяточничество остаётся на прежнем уровне, хотя российские власти давали публичные обещания бороться с коррупцией, арестовать ответственных за убийства журналистов и гражданских активистов и укреплять верховенство права.

### 2012 год

Результат 2012 года.
Несвободные
Частично свободные
Свободные
Нет данных

## Критика
Профессор Колумбийского университета Марк Мазовер подвергает сомнению независимость организации, считая её одной из ГОНГО — псевдо-НГО, существующих на деньги правительства США.
Профессор политологии Даниел Трейсман из Калифорнийского университета подверг оценки Freedom House по России критике. Трейсман указал, что Freedom House оценил уровень политических свобод в России как равный уровню свобод в Объединённых Арабских Эмиратах. Согласно Freedom House, ОАЭ представляет собой федерацию абсолютных монархий, совершенно лишённую признаков демократии в политической системе. Freedom House также приравнял уровень России к Йемену. В Йемене, согласно его конституции, единственным законом является шариат и разрешено насилие и убийство женщин за подозрение в аморальном поведении. Критика президента в Йемене незаконна. Трейсман сравнил рейтинг Freedom House с используемой учёными методикой определения политического режима Polity IV, по которой Россия имеет намного лучшие результаты. Согласно шкале Polity IV, Саудовская Аравия представляет собой законченную автократию (-10), а США — совершенную демократию (+10); Объединённые Арабские Эмираты имеют рейтинг −8, а Россия — +4.
В январе 2005 года президент Кыргызстана Аскар Акаев заявил, что источником финансирования готовящейся «революции» является Freedom House.

### Российская критика
МИД России считает, что доклады организации носят заказной характер. 7 июля 2015 года Совет Федерации России включил Freedom House в «патриотический стоп-лист», указав таким образом на нежелательность деятельности организации на территории России.
Глава Совета при Президенте Российской Федерации по содействию развитию институтов гражданского общества и правам человека Элла Памфилова заявила, что «в руководстве [Freedom House] бывший руководитель ЦРУ и много людей, по сути, ненавидящих Россию. Эта организация уже давно инструмент политики США, такая откровенная правозащитная дубинка». Общественная палата России назвала оценку Freedom House необъективной и провокационной.
Российские правозащитные организации, связанные с властями, а также власти и отдельные лица выдвигают обвинения в политической ангажированности Freedom House и лоббировании интересов Белого дома. Глава российского фонда «Институт демократии и сотрудничества» Анатолий Кучерена отметил: «…я не могу не видеть, что в выводах этой организации, претендующей на экспертизу, сквозят предвзятость и идеологический подтекст».
В мае 2024 года российские власти объявили Freedom House «нежелательной организацией».